# F1 22
F1 22 ist das offizielle Videospiel der Formel-1-Weltmeisterschaft 2022, das von Codemasters entwickelt und von EA Sports veröffentlicht wird. Es ist der 14. Titel in der F1-Reihe.
Das Spiel erschien am 1. Juli 2022 für Microsoft Windows, PlayStation 4, PlayStation 5, Xbox One und Xbox Series X / S.
Die Deluxe Edition erschien bereits am 28. Juni 2022.

## Neuerungen
Neben dem VR-Support sind plattformübergreifende Duelle und Supercars wesentliche neue Features des Spiels. Ebenfalls die 2021 eingeführten Sprintrennen sind im Spiel enthalten.

## Liste der Strecken
Alle im Spiel enthaltenen Rennstrecken der Saison 2022:
| Nr. | Land                         | Großer Preis                    | Strecke                            | Ort          |
| --- | ---------------------------- | ------------------------------- | ---------------------------------- | ------------ |
| 1   | Bahrain                      | Großer Preis von Bahrain        | Bahrain International Circuit      | Manama       |
| 2   | Saudi-Arabien                | Großer Preis von Saudi-Arabien  | Jeddah Corniche Circuit            | Dschidda     |
| 3   | Australien                   | Großer Preis von Australien     | Albert Park Circuit                | Melbourne    |
| 4   | Italien                      | Großer Preis der Emilia-Romagna | Autodromo Enzo e Dino Ferrari      | Imola        |
| 5   | USA                          | Großer Preis von Miami          | Miami International Autodrome      | Miami        |
| 6   | Spanien                      | Großer Preis von Spanien        | Circuit de Barcelona-Catalunya     | Barcelona    |
| 7   | Monaco                       | Großer Preis von Monaco         | Circuit de Monaco                  | Monaco       |
| 8   | Aserbaidschan                | Großer Preis von Aserbaidschan  | Baku City Circuit                  | Baku         |
| 9   | Kanada                       | Großer Preis von Kanada         | Circuit Gilles-Villeneuve          | Montreal     |
| 10  | Großbritannien               | Großer Preis von Großbritannien | Silverstone Circuit                | Silverstone  |
| 11  | Österreich                   | Großer Preis von Österreich     | Red Bull Ring                      | Spielberg    |
| 12  | Frankreich                   | Großer Preis von Frankreich     | Circuit Paul Ricard                | Le Castellet |
| 13  | Ungarn                       | Großer Preis von Ungarn         | Hungaroring                        | Budapest     |
| 14  | Belgien                      | Großer Preis von Belgien        | Circuit de Spa-Francorchamps       | Stavelot     |
| 15  | Niederlande                  | Großer Preis der Niederlande    | Circuit Park Zandvoort             | Zandvoort    |
| 16  | Italien                      | Großer Preis von Italien        | Autodromo Nazionale di Monza       | Italien      |
| 17  | Singapur                     | Großer Preis von Singapur       | Marina Bay Street Circuit          | Singapur     |
| 18  | Japan                        | Großer Preis von Japan          | Suzuka International Racing Course | Suzuka       |
| 19  | USA                          | Großer Preis der USA            | Circuit of The Americas            | USA          |
| 20  | Mexiko                       | Großer Preis von Mexiko         | Autódromo Hermanos Rodríguez       | Mexico-Stadt |
| 21  | Brasilien                    | Großer Preis von São Paulo      | Autódromo José Carlos Pace         | São Paulo    |
| 22  | Vereinigte Arabische Emirate | Großer Preis von Abu Dhabi      | Yas Marina Circuit                 | Abu Dhabi    |
| 23  | Portugal                     | Großer Preis von Portugal       | Autódromo Internacional do Algarve | Portimao     |
| 24  | Volksrepublik China          | Großer Preis von China          | Shanghai International Circuit     | Shanghai     |

## Liste der fahrbaren Fahrzeuge

### Moderne Boliden
- Mercedes-AMG Petronas F1 Team (Mercedes-AMG F1 W13 E Performance)
- Scuderia Ferrari (Ferrari F1-75)
- Red Bull Racing Honda (Red Bull Racing RB18)
- McLaren F1 Team (McLaren MCL36)
- Alpine F1 Team (Alpine A522)
- Scuderia Alpha Tauri (AlphaTauri AT03)
- Aston Martin Cognizant Formula One Team (Aston Martin AMR22)
- Alfa Romeo Racing ORLEN (Alfa Romeo C42)
- Haas F1 Team (Haas VF-22)
- Williams Racing (Williams FW44)

### Supercars
(Quelle: )
- Mercedes-AMG GT R Pro
- Mercedes-AMG GT R Black Series
- Mercedes-AMG GT R Black Series Safety Car (Champions Edition)
- Aston Martin DB11 AMR
- Aston Martin Vantage F1 Edition
- Aston Martin Vantage Safety Car (Champions Edition)
- Ferrari Roma
- Ferrari F8 Tributo
- McLaren 720S
- McLaren Artura

## Rezeption
F1 22 bekam auf Metacritic eine Kritikerwertung von 79, bekam generell gute Bewertungen, doch die Hinzufügung der Supercars wurde nicht immer positiv aufgenommen.

„F1 Life oder Supercars sind für mich nicht die großen Kaufargumente, für beinharte Fans vielleicht schon. Wie erwähnt, macht F1 22 nicht viel falsch und es ist ein unterhaltsames, gut funktionierendes Rennspiel, das die Formel 1 prima virtuell zur Geltung bringt. Ein Spiel, mit dem man sich längere Zeit beschäftigen und Spaß haben kann. Reicht euch das als Kaufgrund aus, spricht wenig dagegen“